# Cesare Brancadoro
Cesare Brancadoro (1755. – 1837.) bio je talijanski biskup i kardinal.
Dodijeljen mu je 20. srpnja 1801. kardinalski naslov hrvatske crkve svetog Jeronima u Rimu. Naslov je zadržao do 21. veljače 1820. kada je optirao za kardinalski naslov crkve svetog Augustina.

### Članci
- Bogdan, Jure. 2005. Hrvatska crkva svetog Jeronima u Rimu i njezini kardinali naslovnici. Crkva u svijetu. Sveučilište u Splitu - Katolički bogoslovni fakultet. Split. 40 (2): 187–205